# Athyrium × keralense
Athyrium × keralense là một loài dương xỉ trong họ Athyriaceae. Loài này được Manickam & Irudayaraj mô tả khoa học đầu tiên năm 1992.
Danh pháp khoa học của loài này chưa được làm sáng tỏ. 